# 독일 사람 목록
다음은 독일인 목록이다.

## 건축가
- 발터 그로피우스
- 발타자어 노이만
- 루트비히 미스 판 데어 로에
- 카를 프리드리히 싱켈
- 알베르트 슈페어

## 예술가
- 한스 폰 아헨
- 알브레히트 알트도르퍼
- 에른스트 바를라흐
- 귄터 베니슈
- 요제프 보이스
- 고트프리트 뵘
- 아르노 브레커
- 로비스 코린트
- 루카스 크라나흐
- 루카스 크라나흐 (아들)
- 오토 딕스
- 레온 드라이자이틀
- 알브레히트 뒤러
- 막스 에른스트
- 카스파르 다비트 프리드리히
- 발터 그로피우스
- 게오르게 그로스
- 마티아스 그뤼네발트
- 베티나 하이넨-아이예흐
- 한스 홀바인
- 헬무트 얀
- 안젤름 키퍼
- 에른스트 루트비히 키르히너
- 케테 콜비츠
- 막스 리버만
- 아우구스트 마케
- 프란츠 마르크
- 루트비히 미스 판 데어 로에
- 파울라 모더존베커
- 빌 카울리츠
- 프라이 오토
- 막스 페히슈타인
- 게르하르트 리히터
- 카를 프리드리히 싱켈
- 카를 슈미트 로틀루프
- 쿠르트 슈비터스
- 막스 슬레포크트
- 볼프 포스텔

## 기업 설립자
- 카를 알브레히트
- 멜리타 벤츠
- 카를 벤츠
- 로베르트 보슈
- 후고 페르디난트 보스
- 고틀리프 다임러
- 아돌프 다슬러
- 클라우드 도르니에
- 에른스트 하인켈
- 아우구스트 호르히
- 프리드리히 크루프
- 페르디난트 포르셰
- 귄터 크반트
- 파울 율리우스 로이터
- 에른스트 베르너 폰 지멘스
- 슈테프 베르트하이머
- 카를 차이스
- 페르디난트 폰 체펠린 백작

## 패션 모델
- 나댜 아우어만
- 조흐레 에스마엘리
- 토니 가른
- 레나 게르케
- 슈테파니 기징거
- 하이디 클룸
- 디아네 크루거
- 바르바라 마이어
- 니코 (가수)
- 에바 파트베르크
- 타탸나 파티츠
- 클라우디아 시퍼
- 율리아 슈테그너

## 패션메이커
- 휴고 보스
- 카를 라거펠트
- 미하엘 미할스키

## 영화 및 연극

### 배우
- 마리오 아도르프
- 이리스 베르벤
- 모리츠 블라이프트로이
- 에릭 브래든
- 다니엘 브륄
- 호르스트 부흐홀츠
- 자시 비츠
- 아우구스트 딜
- 마를레네 디트리히
- 조지 준드저
- 베로니카 페레스
- 게르트 프뢰베
- 코르넬리아 프로뵈스
- 마르티나 게데크
- 구스타프 그뤼드겐스
- 에바 하버만
- 브리짓 헴
- 에밀 야닝스
- 클라우스 킨스키
- 나스타샤 킨스키
- 하이디 클룸
- 힐데가르트 크네프
- 제바스티안 코흐
- 토마스 크레치만
- 디아네 크루거
- 알렉산드라 마리아 라라
- 하이케 마카치
- 울리히 뮈헤
- 아르민 뮐러슈탈
- 우베 옥센크네히트
- 크리스티안 올리버
- 릴리 팔머
- 프랑카 포텐테
- 위르겐 프로흐노
- 루이제 라이너
- 하인츠 뤼만
- 오토 잔더
- 클라우디아 시퍼
- 로미 슈나이더
- 예시카 슈바르츠
- 틸 슈바이거
- 마티아스 슈바이크회퍼
- 하나 쉬굴라
- 크세니아 제베르크
- 토머 시슬리
- 크리스티나 쇠데르바움
- 바르바라 수코바
- 카타리나 탈바흐
- 노라 치르너
- 울리히 투쿠어
- 나디아 울
- 프리츠 웨퍼

### 영화 제작자
- 우베 볼
- 베른트 아이힝거
- 롤란트 에머리히
- 라이너 베르너 파스빈더
- 플로리안 헨켈 폰 도너스마르크
- 베르너 헤어초크
- 올리버 히르슈비겔
- 알렉산더 클루게
- 프리츠 랑
- 에른스트 루비치
- 프리드리히 빌헬름 무르나우
- 볼프강 페테르젠
- 레니 리펜슈탈
- 헬마 잔더스 브람스
- 폴커 슐뢴도르프
- 톰 티크베어
- 마르가레테 폰 트로타
- 로베르트 비네
- 빔 벤더스

## 문학

### 고전
- 아담 폰 브레멘
- 하인리히 뵐
- 베르톨트 브레히트
- 클레멘스 브렌타노
- 게오르크 뷔히너
- 찰스 부코스키
- 아네테 폰 드로스테휠스호프
- 요제프 폰 아이헨도르프 남작
- 테오도어 폰타네
- 요한 볼프강 폰 괴테
- 그림 형제
- 하인리히 하이네
- 요한 고트프리트 헤르더
- 헤르만 헤세
- E. T. A. 호프만
- 프리드리히 횔덜린
- 에른스트 윙어
- 에리히 케스트너
- 하인리히 폰 클라이스트
- 고트홀트 에프라임 레싱
- 하인리히 만
- 토마스 만
- 카를 마이 (저술가)
- 테오도어 몸젠
- 노발리스
- 에리히 마리아 레마르크
- 프리드리히 실러
- 테오도어 슈토름
- 발터 폰 데어 포겔바이데
- 크리스타 볼프
- 볼프람 폰 에셴바흐

### 주요
- 에른스트 모리츠 아른트
- 아힘 폰 아르님
- 베티나 폰 아르님
- 마티아스 클라우디우스
- 미하엘 엔데
- 에릭 에릭슨
- 안네 프랑크
- 요셉 괴레스
- 빌헬름 하우프
- 파울 요한 루트비히 폰 하이제
- 야노쉬
- 클라우스 만
- 프리드리히 드 라 모테 푸케
- 오트프리트 프로이슬러
- 넬리 작스
- 아우구스트 빌헬름 슐레겔
- 루트비히 티크
- 루트비히 울란트

### 동시대
- 한스 마그누스 엔첸스베르거
- 귄터 그라스
- 롤프 호흐후트
- 페르디난트 폰 시라흐
- 베른하르트 슐링크
- 파트리크 쥐스킨트
- 마르틴 발저

## 유머리스트, 코미디언
- 대니얼 토시

## 기자
- 악셀 슈프링어

## 수학자
- 빌헬름 아커만
- 게오르크 칸토어
- 리하르트 데데킨트
- 알베르트 아인슈타인
- 고틀로프 프레게
- 필리프 푸르트벵글러
- 카를 프리드리히 가우스
- 다비트 힐베르트
- 카를 구스타프 야코프 야코비
- 에리히 켈러
- 요하네스 케플러
- 펠릭스 클라인
- 헤르만 바일
- 고트프리트 빌헬름 라이프니츠
- 헤르만 민코프스키
- 아우구스트 페르디난트 뫼비우스
- 카를 노이만
- 에미 뇌터
- 게오르크 옴
- 율리우스 플뤼커
- 베른하르트 리만
- 구스타프 로흐
- 카를 다비트 톨메 룽게
- 헤르만 아만두스 슈바르츠
- 카를 루트비히 지겔
- 카를 바이어슈트라스
- 막스 초른

## 군사
- 카를 폰 클라우제비츠
- 에리히 폰 팔켄하인
- 아우구스트 나이트하르트 폰 그나이제나우
- 하인츠 구데리안
- 에리히 하르트만
- 알프레트 요들
- 귄터 폰 클루게
- 에리히 루덴도르프
- 에리히 폰 만슈타인
- 헬무트 카를 베른하르트 폰 몰트케 백작
- 프리드리히 파울루스
- 귄터 랄
- 만프레트 폰 리히트호펜 남작
- 에르빈 롬멜
- 알브레히트 폰 론 백작
- 한스울리히 루델
- 게르트 폰 룬트슈테트
- 알프레트 폰 슐리펜
- 게르하르트 폰 샤른호르스트
- 미하엘 비트만

## 음악

### 작곡가
- 카를 필리프 에마누엘 바흐
- 요한 크리스티안 바흐
- 요한 제바스티안 바흐
- 루트비히 판 베토벤
- 요하네스 브람스
- 막스 브루흐
- 디트리히 북스테후데
- 한스 아이슬러
- 프리드리히 폰 플로토
- 크리스토프 빌리발트 글루크
- 게오르크 프리드리히 헨델
- 파니 멘델스존
- 파울 힌데미트
- 엥겔베르트 훔퍼딩크
- 알베르트 로르칭
- 자코모 마이어베어
- 펠릭스 멘델스존
- 레오폴트 모차르트
- 자크 오펜바흐
- 카를 오르프
- 요한 파헬벨
- 한스 피츠너
- 막스 레거
- 클라라 슈만
- 로베르트 슈만
- 하인리히 쉬츠
- 카를하인츠 슈토크하우젠
- 리하르트 슈트라우스
- 게오르크 필리프 텔레만
- 리하르트 바그너
- 카를 마리아 폰 베버
- 쿠르트 바일
- 한스 치머

### 지휘자, 악기연주자, 가수
- 토마스 안더스
- 랄레 안데르센
- 루 베가
- 안드레아 베르크
- 볼프 비어만
- 디터 볼렌
- 이본 카터펠드
- 사라 코너
- 마이클 크레투
- 디아나 담라우
- 마를레네 디트리히
- 헬레네 피셔
- 피터 폭스 (음악가)
- 빌헬름 푸르트벵글러
- 헤르베르트 그뢰네마이어
- 니나 하겐
- 나탈리 홀러
- 아네테 훔페
- 빌 카울리츠
- 알렉산더 클라우스
- 힐데가르트 크네프
- 라피 (가수)
- 우테 렘퍼
- 우도 린덴베르크
- 틸 린데만
- 안니프리드 륑스타
- 페터 마파이
- 클라우스 마이네
- 레나 마이어란드루트
- 안네 소피 무터
- 미셀 엔디지오첼로
- 네나
- 니콜 (독일의 가수)
- 클라우스 노미
- 잔드라 (가수)
- 미하엘 쉥커
- 루돌프 쉥커
- 파울 반 디크
- 브루노 발터

## 철학

### 고전
- 테오도어 아도르노
- 알베르투스 마그누스
- 한나 아렌트
- 발터 벤야민
- 에른스트 블로흐
- 야코프 뵈메
- 프란츠 브렌타노
- 루돌프 카르나프
- 에른스트 카시러
- 빌헬름 딜타이
- 루트비히 포이어바흐
- 요한 고틀리프 피히테
- 고틀로프 프레게
- 에두아르트 폰 하르트만
- 게오르크 빌헬름 프리드리히 헤겔
- 마르틴 하이데거
- 막스 호르크하이머
- 에드문트 후설
- 카를 야스퍼스
- 이마누엘 칸트
- 고트프리트 빌헬름 라이프니츠
- 카를 마르크스
- 모제스 멘델스존
- 니콜라우스 쿠자누스
- 프리드리히 니체
- 프리드리히 빌헬름 요제프 셸링
- 모리츠 슐리크
- 아르투어 쇼펜하우어
- 크리스티안 볼프

### 주요
- 브루노 바우어
- 프리드리히 엥겔스
- 루돌프 크리스토프 오이켄
- 에리히 프롬
- 한스게오르크 가다머
- 빌헬름 폰 훔볼트
- 카를 뢰비트
- 헤르베르트 마르쿠제
- 사무엘 폰 푸펜도르프
- 막스 셸러
- 카를 슈미트
- 게오르크 지멜
- 막스 슈티르너
- 카를 프리드리히 폰 바이츠제커

### 동시대
- 위르겐 하버마스
- 페터 슬로터다이크
- 오스발트 슈펭글러

## 정치인

### 기타
- 아르미니우스
- 라이너 바르첼
- 아우구스트 페르디난트 베벨
- 에두아르트 베른슈타인
- 하인리히 폰 브렌타노
- 율리우스 쿠르티우스
- 마티아스 에르츠베르거
- 요슈카 피셔
- 한스디트리히 겐셔
- 야코프 그림
- 빌헬름 그림
- 그레고어 기지
- 알프레트 후겐베르크
- 카를 카우츠키
- 페트라 켈리
- 오스카르 라퐁텐
- 페르디난트 라살
- 카를 리프크네히트
- 로자 룩셈부르크
- 한스 모드로
- 헤르만 뮐러
- 발터 라테나우
- 볼프강 쇼이블레
- 카를로 슈미트
- 쿠르트 슈마허
- 에드문트 슈토이버
- 프란츠 요제프 슈트라우스
- 에른스트 텔만
- 한스요헨 포겔
- 오토 벨스
- 기도 베스터벨레
- 클라우스 보베라이트
- 클라라 체트킨

### 독일 총리 1871-1945
- 테오발트 폰 베트만홀베크
- 오토 폰 비스마르크
- 하인리히 브뤼닝
- 베른하르트 폰 뷜로 후작
- 레오 폰 카프리비 백작
- 빌헬름 쿠노
- 아돌프 히틀러
- 한스 루터
- 빌헬름 마르크스
- 막시밀리안 폰 바덴 대공자
- 프란츠 폰 파펜
- 필리프 샤이데만
- 쿠르트 폰 슐라이허
- 구스타프 슈트레제만
- 요제프 비르트

### 독일 총리 (제2차 세계 대전 후)
- 콘라트 아데나워
- 루트비히 에르하르트
- 쿠르트 게오르크 키징거
- 빌리 브란트
- 헬무트 슈미트
- 헬무트 콜
- 게르하르트 슈뢰더
- 앙겔라 메르켈
- 올라프 숄츠

### 독일의 대통령
- 프리드리히 에베르트
- 파울 폰 힌덴부르크
- 아돌프 히틀러
- 카를 되니츠

1949년 이후:
- 테오도어 호이스
- 하인리히 륍케
- 구스타프 하이네만
- 발터 셸
- 카를 카르스텐스
- 리하르트 폰 바이츠제커
- 로만 헤어초크
- 요하네스 라우
- 호르스트 쾰러
- 크리스티안 불프
- 호르스트 제호퍼
- 요아힘 가우크
- 프랑크발터 슈타인마이어

### 동독 공산주의 정당 정치인
- 오토 그로테볼
- 에리히 호네커
- 에곤 크렌츠
- 에리히 밀케
- 빌헬름 피크
- 귄터 샤보프스키
- 빌리 슈토프
- 발터 울브리히트

### 나치즘당 관련 인물
- 아르투어 악스만
- 클라우스 바르비
- 페도어 폰 보크
- 마르틴 보어만
- 에바 브라운
- 빌헬름 카나리스
- 카를 되니츠
- 안톤 드렉슬러
- 아돌프 아이히만
- 한스 프랑크
- 롤란트 프라이슬러
- 빌헬름 프리크
- 발터 풍크
- 요제프 괴벨스
- 헤르만 괴링
- 루돌프 헤스
- 라인하르트 하이드리히
- 하인리히 힘러
- 루돌프 회스
- 에른스트 칼텐브루너
- 빌헬름 카이텔
- 카를오토 코흐
- 로베르트 라이
- 에리히 폰 만슈타인
- 요제프 멩겔레
- 에르하르트 밀히
- 발터 모델
- 하인리히 뮐러
- 콘스탄틴 폰 노이라트
- 프란츠 폰 파펜
- 에리히 레더
- 요아힘 폰 리벤트로프
- 에른스트 룀
- 에르빈 롬멜
- 알프레트 로젠베르크
- 게르트 폰 룬트슈테트
- 얄마르 샤흐트
- 발두어 폰 시라흐
- 알베르트 슈페어
- 그레고어 슈트라서
- 율리우스 슈트라이허

## 과학자 및 공학자
- 알로이스 알츠하이머
- 요한 바이어
- 요하네스 게오르크 베드노르츠
- 에밀 아돌프 폰 베링
- 카를 벤츠
- 프리드리히 베셀
- 한스 베테
- 막스 보른
- 로베르트 보슈
- 카를 페르디난트 브라운
- 베르너 폰 브라운
- 에두아르트 부흐너
- 로베르트 분젠
- 게오르크 칸토어
- 니콜라우스 코페르니쿠스
- 고틀리프 다임러
- 루돌프 디젤
- 파울 에를리히
- 알베르트 아인슈타인
- 게르하르트 에르틀
- 한스 아이젠크
- 다니엘 가브리엘 파렌하이트
- 헤르만 에밀 피셔
- 요제프 폰 프라운호퍼
- 고틀로프 프레게
- 에리히 프롬
- 한스 가이거
- 카를 프리드리히 가우스
- 오토 폰 게리케
- 요하네스 구텐베르크
- 프리츠 하버
- 에른스트 헤켈
- 오토 한
- 테오도어 W. 헨슈
- 펠릭스 하우스도르프
- 에른스트 하인켈
- 베르너 하이젠베르크
- 헤르만 폰 헬름홀츠
- 하인리히 루돌프 헤르츠
- 요하네스 헤벨리우스
- 다비트 힐베르트
- 마그누스 히르슈펠트
- 알렉산더 폰 훔볼트
- 카를 구스타프 야코프 야코비
- 테오도어 칼루차
- 아우구스트 케쿨레
- 요하네스 케플러
- 구스타프 키르히호프
- 마르틴 하인리히 클라프로트
- 펠릭스 클라인
- 클라우스 폰 클리칭
- 로베르트 코흐
- 레오폴트 크로네커
- 에른스트 쿠머
- 에드문트 란다우
- 막스 폰 라우에
- 고트프리트 빌헬름 라이프니츠
- 필리프 레나르트
- 유스투스 폰 리비히
- 오토 릴리엔탈
- 페르디난트 폰 린데만
- 프리드리히 뢰플러
- 요한 요제프 로슈미트
- 알베르투스 마그누스
- 지크프리트 마르쿠스
- 빌헬름 마이바흐
- 로타르 마이어
- 프란츠 메르텐스
- 아우구스트 페르디난트 뫼비우스
- 요하네스 페터 뮐러
- 발터 네른스트
- 카를 노이만
- 프란츠 에른스트 노이만
- 에미 뇌터
- 게오르크 옴
- 빌헬름 오스트발트
- 니콜라우스 오토
- 막스 플랑크
- 베른하르트 리만
- 빌헬름 콘라트 뢴트겐
- 칼 빌헬름 셸레
- 마티아스 야코프 슐라이덴
- 하인리히 슐리만
- 크리스티안 쇤바인
- 테오도어 슈반
- 헤르만 아만두스 슈바르츠
- 카를 슈바르츠실트
- 에른스트 베르너 폰 지멘스
- 아르놀트 조머펠트
- 에두아르트 슈트라스부르거
- 게오르크 빌헬름 슈텔러
- 리바이 스트라우스
- 루돌프 피르호
- 오토 발라흐
- 펠릭스 방켈
- 알프레트 베게너
- 카를 바이어슈트라스
- 아우구스트 바이스만
- 카를 프리드리히 폰 바이츠제커
- 헤르만 바일
- 빌헬름 빈
- 빌헬름 분트
- 페르디난트 폰 체펠린 백작
- 에른스트 체르멜로
- 콘라트 추제

## 같이 보기
- 독일인
- 독일의 군주 목록
- 독일의 교황 목록